# Eulophia angornensis
Eulophia angornensis là một loài thực vật có hoa trong họ Lan. Loài này được (Rchb.f.) P.J.Cribb mô tả khoa học đầu tiên năm 1998.